# Честер Бенингтон
Честер Чарлс Бенингтон (енгл. Chester Charles Bennington; Финикс, 20. март 1976 — Палос Вердес Естејстс, 20. јул 2017) био је амерички певач, познат као певач групе Линкин парк. Он је такође био певач у групи Dead by Sunrise и групи Стоун темпл пајлотс, чији је био фронтмен.

## Детињство
Честер Бенингтон рођен је 20. марта 1976. године у Финиксу, Аризони. Његова мајка је била служавка, а отац полицијски детектив. Његови родитељи су се развели када је имао 11. година. Бенингтон је показао интересовање за музику још као дете. Инспирисан бендом Депеш моуд Као мали био је злостављан од пријатеља његових родитеља, све до његове 13. године. Када је напунио 17. година, отишао је да живи код мајке, која га је убрзо избацила из куће јер је открила његову склоност ка психоактивним супстанцама. Пре него што је ушао у музичке воде и постао познат, радио је у Бургер кингу.

## Музичка каријера
Музичку каријеру је започео у бенду Sean Dowdell and His Friends, са којим је издао три траке 1993. године. Након неког времена, фронтмен бенда и Бенингтон су формирали нови бенд, Grey Daze у Финиксу. Бенд је избацио три албума; Demo in 1993, Wake/ Me in 1994, and ...no sun today in 1997. Бенингтон је напустио Grey Daze 1998. године.

## Линкин парк
Бенингтон је био фрустриран и скоро спреман да напусти своју музичку каријеру у потпуности, све док Џеф Блу, председник музичке компаније A&R из Лос Анђелеса није понудио аудицију будућим члановима Линкин парка. Бенингтон је напустио свој посао у компанији за дигиталне услуге и одвео своју породицу у Калифорнију, где је имаo успешну аудицију са Линкин парком. Песму за аудицију је снимио за један дан. Бенингтон и Мајк Шинода, други вокалиста групе остварили су значајан напредак заједно, али нису успели да се договоре око многих ствари и суочили се са одбијањима многих продукцијских кућа. Џеф Блу, који је био и потпредседник A&R у компанији Warner Bros., поново је интервенисао да се помогне бенду да се упишу у компанију Warner Bros Records.
24. октобар 2000. године, Линкин парк је издао свој први албум Hybrid Theory, у оквиру продукцијске куће Warner Bros Records. Бенингтон и Мајк Шинода су написали текстове на основу неких ранијих заједничких пројеката које су спремали. Бенд је доживео велики успех и издао велики број албума, као што су
Meteora, Reanimation, Minutes To Midnight, Live In Texas, Road To Revolution: Live At Milton Keynes, A Thousand Suns, Living Things, Recharged, The Hunting Party и последњи One More Light.

## Приватни живот
Бенингтон је имао дете Џејм из брака са Елком Бранд и сина Исаха који је усвојен. Са својом првом женом Самантом Мари Олт оженио 31. октобра 1996. године, са којом има дете Дравена Себастијана Бенингтона, рођеног 2002. године. Његов брак је окончан 2005. године. Након развода, Бенингтон се брзо оженио Талиндом Бентли, плејбој моделом, са којом је имао троје деце. Године 2017, 20. јула, Бенингтон је извршио самоубиство вешањем у свом дому у Палос Вердес Естејстсу у Калифорнији.